# Smilax subsessiliflora
Smilax subsessiliflora är en enhjärtbladig växtart som beskrevs av Henri-Louis Duhamel du Monceau. Smilax subsessiliflora ingår i släktet Smilax och familjen Smilacaceae. Inga underarter finns listade.